# 巴登地区莱茵费尔登
巴登地区莱茵费尔登（德語：Rheinfelden (Baden)，發音：[ˈb̥ad̥ɪʃ ʁifæld̥ə]），简称莱茵费尔登（德語：Rheinfelden，發音：[ˈʁaɪnˌfɛldn̩] ⓘ），是德国巴登-符腾堡州弗赖堡行政区勒拉赫县的城市，与瑞士阿尔高州同名市镇隔莱茵河相望，面积62.84平方千米，2023年12月31日人口为33,849人。

## 友好城市
巴登地区莱茵费尔登与以下城市结为友好城市：
- 法國 费康
- 比利时 穆斯克龙
- 義大利 埃尼亚
- 格拉摩根谷